# Lower Lake
Lower Lake is een plaats (census-designated place) in de Amerikaanse staat Californië, en valt bestuurlijk gezien onder Lake County.

## Demografie
Bij de volkstelling in 2000 werd het aantal inwoners vastgesteld op 1755.

## Geografie
Volgens het United States Census Bureau beslaat de plaats een oppervlakte van
20,6 km², waarvan 20,4 km² land en 0,2 km² water. Lower Lake ligt op ongeveer 436 m boven zeeniveau.

## Plaatsen in de nabije omgeving
De onderstaande figuur toont nabijgelegen plaatsen in een straal van 24 km rond Lower Lake.